# Máfia

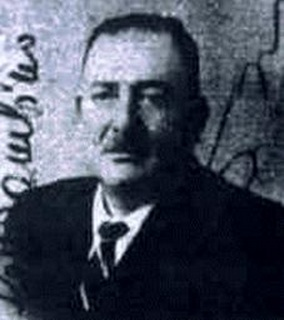
Michele Navarra, um dos maiores mafiosos do século XX da Cosa Nostra. Chefe dos chefes, teve controle total de Corleone a Palermo. Morto pelo seu próprio clã, mais tarde chamado “Corleonesi”. Era conhecido como “U Patri Nostru” (o nosso pai). Milhares de pessoas compareceram ao seu funeral fechando as estreitas ruas de Corleone.

Máfia  é um termo informal usado para descrever organizações criminosas que apresentam uma forte semelhança com os grupos do crime organizado da Itália, como a Cosa nostra, a Camorra e a 'Ndrangheta. A atividade central de tal organização seria a arbitragem de disputas entre criminosos, bem como a organização e execução de acordos ilícitos entre criminosos por meio do uso ou ameaça de violência.  As máfias geralmente se envolvem em atividades secundárias, como jogos de azar, agiotagem  tráfico de drogas, prostituição e fraude.
O termo "máfia" foi originalmente aplicado à máfia siciliana, a famosa Cosa nostra. Desde então, o termo se expandiu para abranger outras organizações de métodos e propósitos semelhantes. O termo foi cunhado pela imprensa e é informal, já que as organizações criminosas têm seus próprios nomes, como por exemplo a "Máfia russa", que se autodenomina Bratva ou a "Máfia chinesa", chamada formalmente de Tríades chinesas.
A 'Ndrangheta, originária da região da Calábria, no sul da Itália, é amplamente considerada a máfia mais rica e poderosa do mundo.
É um termo que indica, também, um tipo de organização criminosa regida pela violência, silêncio, ritos de iniciação e mitos fundadores. No sentido amplo do termo, significa qualquer organização de pessoas envolvidas em atividades ilegais, secretas e duradouras, que impõe sua vontade por meios violentos e ilegais e armas, muitas vezes cobrando uma taxa por uma proteção falsa, chamada de "pizzo" , obtenção de interesses para fins privados e enriquecimento ilícito, ainda que em detrimento do interesse público.

## História
A Máfia surgiu no sul da Itália na época medieval. Seus membros eram agricultores proprietários de suas pequenas terras. Com o passar do tempo viram que eram vulneráveis aos poderosos senhores feudais donos de grandes terras, os quais usavam de atos criminosos para obter as terras dos demais. Após isso, vários camponeses se uniram e lutaram juntos para vencer os poderosos donos de terras. Ao decorrer dos anos, várias pessoas se juntaram aos camponeses com o mesmo intuito de se proteger, foi então que começaram a sistematizar um esquema de proteção e de expansão de negócios, depredando o gado e as plantações daqueles que não pagassem. Quem quisesse evitar esse vandalismo deveria fazer um acordo com a máfia. Da Itália, a indústria da "proteção forçada" se espalhou para o mundo inteiro, em especial para os Estados Unidos. A trilogia O Poderoso Chefão ("O Padrinho" em Portugal, "The Godfather" no original) dirigido por Francis Ford Coppola, baseado no livro homônimo escrito por Mario Puzo, é um dos mais aclamados e mais importantes filmes da história do cinema. A trilogia conta a história da família mafiosa Corleone de 1945 até 1979 e do crescimento da máfia nos Estados Unidos.
A palavra "mafia" foi tirada do adjetivo da língua siciliana mafiusu, que tem suas raízes no árabe mahyas, que significa "alarde agressivo, jactância" ou marfud, que significa "rejeitado". Traduzido livremente, significa bravo. Referindo-se a um homem, mafiusu, no século XIX, significava alguém ambíguo, arrogante, mas destemido; ativo; orgulhoso, de acordo com o acadêmico Diego Gambetta.
O termo "máfia" foi originalmente aplicado à máfia siciliana. Desde então, o termo se expandiu para abranger outras organizações de métodos e propósitos semelhantes, por exemplo, "a máfia russa" ou "a máfia japonesa". O termo foi cunhado pela imprensa e é informal; as próprias organizações criminosas têm seus próprios nomes (por exemplo, a máfia siciliana e a máfia ítalo-americana relacionada referem-se a suas organizações como "Cosa Nostra"; a "máfia japonesa" se autodenomina "Ninkyō dantai", mas é mais comumente conhecida como " yakuza " pelo público; e os grupos da "Máfia Russa" frequentemente se autodenominam " Bratva"). Quando usado sozinho e sem qualquer qualificador, "Máfia" ou "a Máfia" geralmente se refere à máfia siciliana ou à máfia ítalo-americana e, às vezes, ao crime organizado italiano em geral (por exemplo, Camorra , 'Ndrangheta, etc.).
De acordo com o etnógrafo siciliano Giuseppe Pitrè, a associação da palavra com a sociedade criminosa foi feita em 1863 com a peça, I mafiusi di la Vicaria (O Belo Povo da Vicaria) de Giuseppe Rizzotto e Gaetano Mosca, que trata de gangues criminosas na prisão de Palermo. As palavras Máfia e mafiusi (plural de mafiusu) não são mencionadas na peça e foram, provavelmente, inseridas no título para despertar a atenção local.
A associação entre mafiusi e gangues criminosas foi feita através da associação que o título da peça fez com as gangues criminosas, que eram novidade nas sociedades siciliana e italiana naquela época. Consequentemente, a palavra "máfia" foi criada por uma fonte de ficção vagamente inspirada pela realidade e foi utilizada por forasteiros para descrevê-la. O uso do termo "máfia" foi posteriormente apropriado pelos relatórios do governo italiano a respeito do fenômeno. A palavra "mafia" apareceu oficialmente pela primeira vez em 1865 num relatório do prefeito de Palermo, Filippo Antonio Gualterio.
Leopoldo Franchetti, um deputado italiano que viajou à Sicília e que escreveu um dos primeiros relatórios oficiais sobre a máfia em 1876, descreveu a designação do termo "Mafia": "...o termo máfia encontrou uma classe de criminosos violentos pronta e esperando um nome para defini-la e, dado o caráter e importância especial na sociedade siciliana, eles tinham o direito a um nome diferente do utilizado para definir criminosos comuns em outros países."
Também pode designar sociedades financeiras semelhantes às sociedades anônimas que funcionam como empreendimentos.

## Etimologia
Existem várias teorias sobre a origem do termo "Mafia" (às vezes soletrado "Maffia" nos textos antigos). O adjetivo siciliano mafiusu (em italiano: mafioso) pode derivar da gíria árabe mahyas (مهياص), que significa "agressivo ostentando, gabando", ou marfud (مرفوض) significando "rejeitado". Em referência a um homem, no século XIX, a palavra mafiusu na Sicília, era uma palavra ambígua, significando um valentão, arrogante, mas também destemido, empreendedor e orgulhoso, de acordo com o historiador Diego Gambetta. Em referência a uma mulher, no entanto, a forma feminina do adjetivo "mafiusa" significa bonita e atraente.
Outras possíveis origens do árabe podem ser:
- maha = pedreira, caverna[10]
- mu'afa = segurança, proteção[10]

A associação pública da palavra com a sociedade secreta criminosa foi, talvez inspirada pela obra teatral "I mafiusi di la Vicaria" ("Os mafiosos da Vicaria"), de 1863, de Giuseppe Rizzotto e Gaetano Mosca. As palavras Mafia e mafiusi nunca são mencionados na peça; provavelmente elas foram colocadas no título para adicionar um toque local. A peça é sobre uma gangue de prisão de Palermo com características semelhantes à da máfia: um chefe, um ritual de iniciação, e falar de "umirtà" (omertà ou código de silêncio) e "pizzu" (uma palavra-código para dinheiro de extorsão). A peça teve grande sucesso em toda a Itália. Logo depois, o uso do termo "mafia" começou a aparecer nos primeiros relatórios do Estado italiano sobre o fenômeno. A palavra fez sua primeira aparição oficial em 1865 em um relatório do prefeito de Palermo, Filippo Antonio Gualterio.

## Definições
O termo "máfia" nunca foi usado oficialmente pelos mafiosos sicilianos, que preferem se referir à sua organização como "Cosa Nostra". No entanto, é tipicamente em comparação com os grupos e famílias que compõem a máfia siciliana que outros grupos criminosos recebem o rótulo. Giovanni Falcone, um juiz antimáfia assassinado pela máfia siciliana em 1992, opôs-se à fusão do termo "máfia" com o crime organizado em geral:
Se houve um tempo em que as pessoas relutavam em pronunciar a palavra "Máfia" ... hoje em dia as pessoas foram tão longe na direção oposta que se tornou um termo usado demais ... Não estou mais disposto a aceitar o hábito de falar da Máfia em termos descritivos e abrangentes que permitem agrupar fenômenos que sim estão relacionados ao campo do crime organizado, mas que pouco ou nada têm em comum com a Máfia.

### Máfias como firmas de proteção privada
Estudiosos como Diego Gambetta e Leopoldo Franchetti caracterizaram a máfia siciliana como um cartel de empresas de proteção privada cujo principal negócio é a extorsão de proteção: eles usam sua terrível reputação de violência para impedir as pessoas de enganar, roubar ou competir com aqueles que os pagam por proteção. Para muitos empresários na Sicília, eles fornecem um serviço essencial quando não podem contar com a polícia e o judiciário para fazer cumprir seus contratos e proteger suas propriedades de ladrões (muitas vezes porque estão envolvidos em negócios no mercado negro).
As principais atividades da máfia [siciliana] são resolver disputas entre outros criminosos, protegendo-os contra as trapaças uns dos outros e organizando e supervisionando acordos ilícitos, muitas vezes envolvendo muitos agentes, como acordos de cartel ilícitos em setores legais.
Os estudiosos observaram que muitas outras sociedades ao redor do mundo têm suas próprias organizações criminosas que fornecem o mesmo tipo de serviço de proteção. Por exemplo, na Rússia, após o colapso do comunismo, o sistema de segurança do estado praticamente entrou em colapso, forçando os empresários a contratar gangues criminosas para fazer cumprir seus contratos e proteger suas propriedades de ladrões. Essas gangues são popularmente chamadas de "a máfia russa" pelos estrangeiros, mas preferem usar o termo krysha.
Com o estado [russo] em colapso e as forças de segurança sobrecarregadas e incapazes de policiar a lei contratual, ... cooperar com a cultura criminosa era a única opção. ... a maioria dos empresários teve que encontrar um krysha confiável sob a liderança de um vor eficaz.
Em sua análise da máfia siciliana, Gambetta forneceu o seguinte cenário hipotético para ilustrar a função da máfia na economia siciliana. Suponha que um dono de mercado queira comprar carne de um açougueiro sem pagar imposto sobre vendas ao governo. Como se trata de um acordo de mercado negro, nenhuma das partes pode levar a outra ao tribunal se a outra trapacear. O dono da mercearia teme que o açougueiro lhe venda carne podre. O açougueiro teme que o dono da mercearia não lhe pague. Se o açougueiro e o merceeiro não conseguirem superar sua desconfiança e se recusarem a negociar, ambos perderão uma oportunidade de lucro.
A solução deles é pedir ao mafioso local para supervisionar a transação, em troca de uma taxa proporcional ao valor da transação, mas abaixo do imposto legal. Se o açougueiro engana o merceeiro vendendo carne podre, o mafioso vai punir o açougueiro. Se o dono da mercearia enganar o açougueiro não pagando em dia e integralmente, o mafioso punirá o dono da mercearia. A punição pode assumir a forma de um ataque violento ou vandalismo contra a propriedade. O merceeiro e o açougueiro temem o mafioso, então cada um honra sua parte no trato. Todas as três partes lucram.

### Organizações do tipo máfia sob a lei italiana
Introduzido por Pio La Torre, o artigo 416-bis do Código Penal italiano define uma associação de tipo mafioso (italiano: associazione di tipo mafioso) como aquela em que "os membros da associação exploram o potencial de intimidação que sua filiação lhes dá e o cumprimento e omertà (ccódigo de honra) que a filiação implica e que levam à prática de crimes, a assunção direta ou indireta de gestão ou controle de atividades financeiras, concessões, permissões, empresas e serviços públicos com a finalidade de obter lucro ou vantagens ilícitas para si ou para outros." 

## Exemplos

### Operação "Mãos Limpas"
Em meados dos anos 1980, a Máfia atuava até mesmo na esfera pública italiana. Empresários, políticos de diversos cargos e achacadores compunham um sistema sólido, ao qual resistir implicava sérios riscos. Mas a sociedade italiana não se deixaria dominar pelo crime organizado por tanto tempo. Os sistemas Penal e Judiciário foram modificados e dotados de instrumentos mais duros de combate ao crime organizado. Durante a Operação "Mãos Limpas", centenas de mafiosos foram presos, levados a julgamento e condenados. Até mesmo o primeiro-ministro Giulio Andreotti foi acusado de envolvimento com mafiosos (e absolvido em 1995). A reação destes não tardou: 24 juízes e promotores foram assassinados enquanto a Máfia era investigada. Embora ela não desaparecesse por completo, perdeu muito poder. Mas a sua aura ainda está preservada em filmes e histórias. Seu declínio é uma prova categórica da teoria defendida por muitos – a de que o crime organizado só é neutralizado mediante enérgicas ações do Estado e da sociedade.
Apesar do sucesso da operação Mãos Limpas no combate à máfia italiana, sabe-se, contudo, que a principal motivação desta operação foi a de desviar a atenção da opinião pública das graves denúncias que o dissidente Vladimir Bukovski trouxe dos Arquivos de Moscou.
Houve diversos membros de máfias que se destacaram na história. Os famosos Don Saro e Capo (Al Capone), como eram conhecidos no pais das famílias. Em sua maioria eram de origem italiana. Entre eles se destacam: Al Capone, Lucky Luciano, Don Saro e Tomaso Buscetta.

## O caso dos Cordopatri
Um caso bastante famoso que ilustra o poder e a influência da Máfia entre os italianos é o da calabresa Teresa Cordopatri. Seu pai, Domenico, lhe havia deixado como herança olivais que ela e seu irmão, Antonio, desejavam continuar cultivando, respeitando a tradição da família. Mas os mafiosos estavam de olho nas terras dos Cordopatri, e fizeram reiteradas ameaças a estes. A má vontade dos Cordopatri em tratar com os criminosos – eles não abriram mão de suas férteis terras, ao contrário de outros conterrâneos – acabou por condená-los ao isolamento, ou seja, ninguém gostava, por óbvios motivos de segurança, de fazer negócios com gente que contrariava os interesses dos mafiosos. Inclusive, os bandidos coagiram Antonio a comparecer a uma reunião. Pouco depois de o insultar, nessa reunião, Saverio Mammoliti (também conhecido como Don Saro e membro de uma das mais poderosas famílias mafiosas da Calábria e que perguntara quando Antonio venderia suas terras – por um décimo do valor de mercado), Antonio foi assassinado na frente de sua casa.
Remoída pela dor, Teresa fez a si mesma um juramento pelo qual não só aqueles criminosos seriam punidos, como a 'Ndrangheta jamais colocaria as mãos nas terras dos Cordopatri. A persistência e a coragem de Teresa – mulher de fibra e força de vontade – foram recompensadas em 1992, quando Don Saro e vários outros membros do clã Mammoliti foram condenados a penas que variavam de 5 anos de prisão à prisão perpétua, caso de Francesco Mammoliti, filho de Saverio e mandante do assassinato de Antonio Francesco Cordopatri.

### Cosa Nostra
A Cosa Nostra é o maior clã de famílias mafiosas italianas e a maior organização criminosa do mundo. Os crimes são: sonegações de impostos, cartéis, corrupção, contrabando, extorsão, fraudes,  jogos de azar, tráfico de armas, tráfico de informações, tráfico de influências, formação de milícias e esquadrões da morte.
A Interpol afirma que a Cosa Nostra efetua negócios com as máfias árabe, chinesa, russa e com a Yakuza (japonesa). Desta forma consegue expandir o seu território de influência. Entre os membros existe a omertà ("voto de silêncio"), que implica nunca colaborar com o governo e as autoridades. Caso o juramento seja violado, a punição é a morte. O principal motivo é a crença de que o governo e as autoridades em geral não estão preocupados com o povo.
A Cosa Nostra tem como um de seus princípios ajudar pessoas e famílias quando estas têm problemas, como por exemplo pagamento de dívidas, custeio de estudos, remédios e problemas cotidianos. Em troca, a pessoa adquire uma dívida moral, um penhor de gratidão que poderá ser cobrado no futuro. Ela passará a ser protegida pela Cosa Nostra e deverá retribuir com a omertà.
Se, por exemplo, uma pessoa humilde deseja ser um político, um advogado, um promotor, um  juiz, um médico ou qualquer outra profissão e não tem condições de custear os estudos, ela procura os membros da Cosa Nostra. Eles custearão seus estudos e usarão de influência para conquistar seu objetivo.
Se um ladrão rouba uma pessoa protegida pela Cosa Nostra, a pessoa roubada não vai à polícia, mas sim procura os membros da Máfia pois estes  sempre estarão dispostos a ajudá-lo e tentarão de todas as formas resolver o problema. Se um protegido ou alguém da sua família é assassinado, a pessoa ou a família não contam o ocorrido à polícia, procura os membros da organização pois estes sempre estarão dispostos a ajudá-lo ou a vingá-lo.
Alguns dos últimos envolvidos com esta organização foram o ministro italiano Antonio Gava e o barão do carvão Paulo José Gava. [carece de fontes?]

## Cinema
Muitos filmes foram feitos sobre a máfia, principalmente a máfia norte-americana. Aqui estão alguns dos filmes mais populares sobre mafiosos americanos. Destaques para:
- O Poderoso Chefão (1972) de Francis Ford Coppola. Considerado o melhor filme sobre máfia da história do cinema e amplamente considerado um dos melhores filmes já feitos. Estrelado por Marlon Brando, Al Pacino, James Caan, Robert Duvall e Diane Keaton. (Exceto Marlon Brando, todos os outros atores e atrizes eram pouco conhecidos do público até à realização do filme).
- O Poderoso Chefão: Parte II (1974) de Francis Ford Coppola. Estrelado por Al Pacino, Robert Duvall, Diane Keaton e Robert De Niro.
- O Poderoso Chefão: Parte III (1990) de Francis Ford Coppola. Estrelado por Al Pacino, Andy Garcia e Diane Keaton.
- Scarface - A Vergonha de uma Nação (1932) de Howard Hawks. Estrelado por Paul Muni.
- Scarface (1983) de Brian De Palma. Estrelado por Al Pacino. Remake de Scarface - A Vergonha de uma Nação
- Era uma vez na América (1984) de Sergio Leone. Estrelado por Robert De Niro, James Woods e Joe Pesci.
- Os Intocáveis (1987) de Brian De Palma. Estrelado por Kevin Costner, Sean Connery, Andy Garcia e Robert De Niro.
- Os Bons Companheiros (1990) de Martin Scorsese. Estrelado por Ray Liotta, Robert De Niro e Joe Pesci.
- Cassino (1995) de Martin Scorsese. Estrelado por Robert De Niro, Joe Pesci e Sharon Stone.
- Estrada para Perdição (2002) de Sam Mendes. Estrelado por Tom Hanks, Paul Newman, Jude Law e Daniel Craig.
- Os Infiltrados (2006) de Martin Scorsese. Estrelado por Leonardo DiCaprio, Matt Damon, Jack Nicholson e Mark Wahlberg.
- Destaque também para o premiado seriado Família Soprano que conta a história de Tony Soprano, um mafioso que procura a ajuda de uma psiquiatra para conseguir lidar com a sua vida familiar e com os negócios da máfia.
- Em 2013, a BBC lançou o seriado Peaky Blinders, que venceu o BAFTA de Melhor Série Dramática em 2018.
- 365 (2020) Netflix